# Honor regalis
La honor regalis era en el Reino de Aragón el conjunto de tierras del regnum que el rey cedía temporalmente a los nobles con el fin de que las administrasen en su nombre. A la muerte del noble, las tierras debían retornar a su legítimo propietario, el rey. 

## LaHonor regalisy el sistema de tenencias
Este sistema se va a desarrollar en el Reino de Aragón en el siglo XI y perdurará hasta finales del siglo XII, entrando en crisis a principios del siglo XIII. En el Reino de Aragón el rey recompensaba la ayuda militar y la fidelidad de sus nobles con la cesión de tierras con la condición de que las administrasen en su nombre. Los barones se quedaban con las rentas de las tierras cedidas y entregaban una parte de ello al rey. Con este sistema el rey se aseguraba la fidelidad y la subsistencia de sus barones. El conjunto de tierras cedidas en tenencia formaba la honor regalis.
Estas tierras comprendían normalmente un castillo o posición fortificada con sus campos de cultivo, pero también podían incluir minas, salinas, molinos y tierras diversas. Las tierras eran cedidas a los barones, aunque también podían recibirlas monasterios y otros prohombres. Los tenentes actuaban en la tenencia como funcionarios delegados del rey, y ejercían funciones administrativas, fiscales y judiciales. Estas tierras que el rey entregaba temporalmente a los barones, debían retornar al patrimonio real a la muerte del tenente, si bien, si este cometía algún acto delictivo o traición se le podían retirar las tenencias. 
A lo largo del siglo XII los barones intentaron apropiarse de las tenencias cedidas por el rey tratando de donarlas en herencia a sus descendientes, en lugar de retornarlas al patrimonio real. Si bien el sistema pretendía asegurarse la lealtad de los barones, el intento de estos de apoderarse del patrimonio real, desembocó en una serie de revueltas señoriales cada vez más fuertes. Durante los primeros años del reinado de Jaime I de Aragón se produjeron las revueltas más graves que terminaron con la victoria de la monarquía sobre la nobleza, con la firma de la Concordia de Alcalá. El sistema de tenencias fue sustituido por fueros de caballería (también denominados caballerías de honor o caballerías de conquista), surgiendo en el Reino de Aragón la primera nobleza propiamente dicha. Apellidos destacables surgidos de este sistema son: Galíndez, Luna, Ximénez de Urrea, Cornel, Fortuñones, Lizana, Azagra, Eril, Azlor, Bardaxí o Calasanz entre otros.
Las tenencias más importantes que existieron en el reinio fueron: Abizanda, Agüero, Alquézar, Ariza, Atarés, Ayerbe, Barbastro, Belchite, Biel, Bolea, Borja, Buil, Calatayud, Daroca, Ejea, Épila, Estada, Fuentes, Huesca, Loarre, Luesia, Luna, Monclús, Monzón, Murillo de Gállego, Olsón, Perarrúa, Pina, Ricla, Ruesta, Sos, Tarazona, Tauste, Teruel, Uncastillo, Urrea y Zaragoza.